# Carl Douglas
Carlton George Douglas (ur. 10 maja 1942 w Kingston) – jamajski wokalista, któremu popularność przyniósł utwór „Kung Fu Fighting”.
Piosenka „Kung Fu Fighting” znajdowała się na pierwszych miejscach amerykańskich i brytyjskich list przebojów w roku 1974. Zdobyła Nagrodę Grammy. Wydano dziewięć milionów egzemplarzy. Popularność i sława utworu, który składał hołd filmom poświęconym wschodnim sztukom walki, zakryła resztę kariery muzycznej Carla Douglasa. Wydano dużą liczbę coverów tej piosenki.
Carl Douglas mieszka w Niemczech, gdzie otworzył wydawnictwo.

## Dyskografia

### Albumy
- Kung Fu Fighting and Other Great Love Songs (1974)
- Love Peace and Happiness (1977)
- Keep Pleasing Me (1978)